# Ida Staegemann
Ida Valeska Malwine Staegemann, geborene Kaulbach (* 31. Mai 1848 in Wien; † 16. November 1905 in Frankfurt am Main) war eine deutsche Schauspielerin und Theaterintendantin.

## Leben
Sie war die Nichte des Malers Wilhelm von Kaulbach. Ihr erstes Engagement hatte sie am Hoftheater in Hannover. Weitere Stationen waren die Stadttheater von Linz und Preßburg.
Ihren Mann, den Schauspieler Eugen Staegemann, lernte sie während der Zeit ihres gemeinsamen Wirkens am Stadttheater in Frankfurt am Main kennen.
Gemeinsam trat sie mit ihm 1887 bis 1888 am Thalia Theater in Hamburg und von 1888 bis 1891 am Lessingtheater in Berlin auf. Dort ging sie am 20. Oktober 1889 durch ihre Mitwirkung bei der Uraufführung des ersten Bühnenwerkes von Gerhart Hauptmann Vor Sonnenaufgang in die Theatergeschichte ein.
Theodor Fontane schrieb über ihre Darstellung der Rolle der Frau Spillern: Eine Kunstleistung ersten Ranges war die kriechende Frau Spiller mit ihrem halben Buckel, mit ihrer vollendeten Liebedienerei, mit ihrem Flechtenscheitel und ihrem frömmelnden Blick, mit ihrem Tischgebet und ihrem Suchen nach dem besten Stück. Frau Staegemann gab die Rolle sichtlich nach dem Leben.
Als ihr Mann 1891 die Leitung des Stadttheaters Düsseldorf übernahm, trat sie für ein Jahr auf dieser Bühne auf, um schließlich von 1892 bis 1893 Mitglied des Neuen Theaters in Berlin zu werden. Nach diesem Engagement zog sie sich von der Bühne zurück.
Als Eugen Staegemann 1899 verstarb, führte sie die Direktion bis zum Jahre 1900 weiter.